# 哈瑙
哈瑙（德語：Hanau，發音：[ˈhaːnaʊ] ⓘ）是德国黑森州达姆施塔特行政区美因-金齐希县的城市，位于金齊希河与美因河交汇处，面积76.47平方千米，2023年12月31日人口为103,184人。
自16世纪以来，哈瑙一直是貴金屬加工中心。德国最大的家族企业之一的贺利氏公司总部坐落于此。
哈瑙是格林兄弟的故乡，被称为“格林兄弟之城”（Brüder-Grimm-Stadt）雅各布·格林和威廉·格林分别于1785年、1786年出生在哈瑙，他们的另一个弟弟、画家路德维希·格林也于1790年出生在哈瑙。
2025年2月25日，黑森州议会通过了一项法律，将哈瑙市升格为非县辖城市，自2026年1月1日起生效。这是自1998年以来德国首个由县辖城市升格为非县辖城市的案例。此举旨在加强哈瑙市的独立性和城市特色。

## 国际关系

### 伙伴城市
- 法國 孔夫朗-圣奥诺里娜
- 英国 達特福德區
- 法國 弗朗什维尔
- 土耳其 尼吕费尔（英语：Nilüfer, Bursa）
- 中国 台州市
- 日本 鳥取市
- 俄羅斯 雅罗斯拉夫尔

### 友好城市
- 德国 瓦尔特斯豪森
- 法國 哈瑙地区（法语：Pays de Hanau）